# Stephen C. Harrison

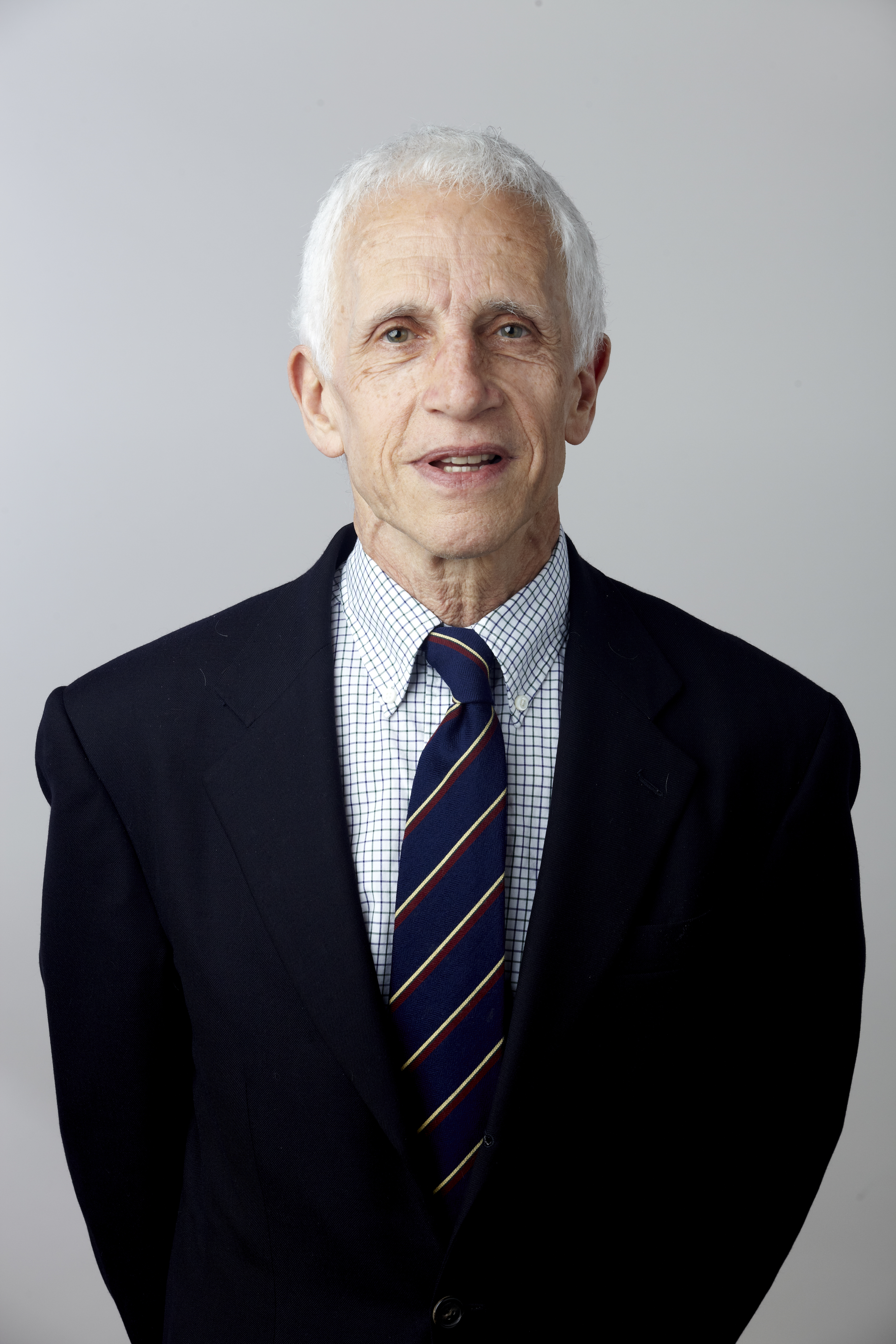
Stephen C. Harrison (2014)

Stephen Coplan Harrison (* 1943 in New Haven, Connecticut) ist ein US-amerikanischer Biochemiker und Professor an der Harvard University, Cambridge in Massachusetts.

## Leben
Harrison erwarb 1963 am Harvard College der Harvard University einen Bachelor in Chemie und Physik und 1967 an der Harvard University selbst einen Ph.D. in Biophysik. Als Postdoktorand arbeitete er bei Aaron Klug an der University of Cambridge in Cambridge, England, am Lowell House der Universität Harvard und der Children’s Cancer Research Foundation (heute Dana-Farber Cancer Institute) in Boston, Massachusetts.
Nach Anstellungen an der University of Cambridge und der Children’s Cancer Research Foundation erhielt Harrison eine Juniorprofessur (Assistant Professor 1971, Associate Professor 1975) für Biochemie an der Harvard University. Forschungs- und Lehraufenthalte führten ihn 1971/72 nach Heidelberg (Max-Planck-Institut für medizinische Forschung und Ruprecht-Karls-Universität Heidelberg) und 1977 nach Cambridge (Trinity College und Medical Research Council).
Seit 1977 gehört Harrison als ordentlicher Professor der Harvard University an, zunächst als Professor für Biochemie und Molekulare Biologie an der Harvard University, seit 1996 zusätzlich als Professor für Biochemie und Molekulare Pharmakologie sowie für Kinderheilkunde an der Harvard Medical School. 1996 übernahm er auch die Leitung des Labors für Molekulare Medizin am Kinderkrankenhaus von Boston. Seit 1987 forscht Harrison zusätzlich für das Howard Hughes Medical Institute (HHMI) in Boston.
Weitere akademische Positionen für verschiedene Institutionen der Harvard University und der Harvard Medical School folgten, zum Teil in leitender Position.

## Wirken
Harrison verwendete die Röntgenkristallographie (Kristallstrukturanalyse), um Viren, DNA-Protein-Komplexe und Membranrezeptoren zu untersuchen. Hierbei konnte er entscheidende Verbesserungen und Neuerungen der Methoden erreichen, insbesondere zur Analyse von großen Makromolekülen. Er bestimmte als erster die Struktur eines intakten Virus. Die Verknüpfung von Strukturanalysen und zellbiologischen Verfahren führte zu tieferem Verständnis vom Aufbau der Viren, den Mechanismen ihres Zelleintritts und ihres Zusammenbaus nach der Replikation, von den Interaktionen zwischen DNA und Proteinen und von zellulären Signalen.
Aktuelle Forschungsarbeiten befassen sich mit den Mechanismen der Virenreplikation, mit Clathrin-besetzten Vesikeln und Struktur und Funktion von Kinetochoren.

## Auszeichnungen (Auswahl)
- 1989 Mitgliedschaft in der American Academy of Arts and Sciences[1]
- 1990 Louisa-Gross-Horwitz-Preis gemeinsam mit Michael Rossmann und Don Craig Wiley[3]
- 1991 Mitgliedschaft in der National Academy of Sciences
- 1997 Mitgliedschaft in der American Philosophical Society
- 2001 Paul-Ehrlich-und-Ludwig-Darmstaedter-Preis gemeinsam mit Michael Rossmann[4]
- 2006 Gregori-Aminoff-Preis der Königlich Schwedischen Akademie der Wissenschaften[5]
- 2014 Auswärtiges Mitglied der Royal Society[6]
- 2015 Welch Award in Chemistry
- 2018 Rosenstiel Award